# Саритов, Рамазан Алисултанович
Рамаза́н Алисултанович Сари́тов (28 июня 1983 года, Бамматюрт, Хасавюртовский район, Дагестанская АССР, РСФСР, СССР — 18 апреля 2012 года, Хасавюрт, Дагестан, Россия) — российский чеченский борец вольного стиля, призёр чемпионата России 2008 года. Выступал в категории до 60 кг. Представлял Красноярск. Его тренерами были Ислам Матиев и Виктор Алексеев.
18 апреля 2012 года вместе с членами банды Залимханом Куцаевым и Арсеном Какаевым был убит сотрудниками правоохранительных органов в Хасавюрте. По официальной версии считался главарём группы боевиков.

## Спортивные достижения
- 2005 — Чемпион Европы среди молодёжи;
- 2006 — Победитель Международного турнира серии «Голден Гран При» на «Кубок независимости Узбекистана» в Ташкенте;
- 2007 — Бронза Международного турнира Али Алиева в Махачкале;
- 2008 — Бронзовый призёр чемпионата России в Санкт-Петербурге;
- 2009 — Победитель Международного турнира «Кубок Кадырова» на призы Адлана Вараева в Грозном.